# Григорий Палама

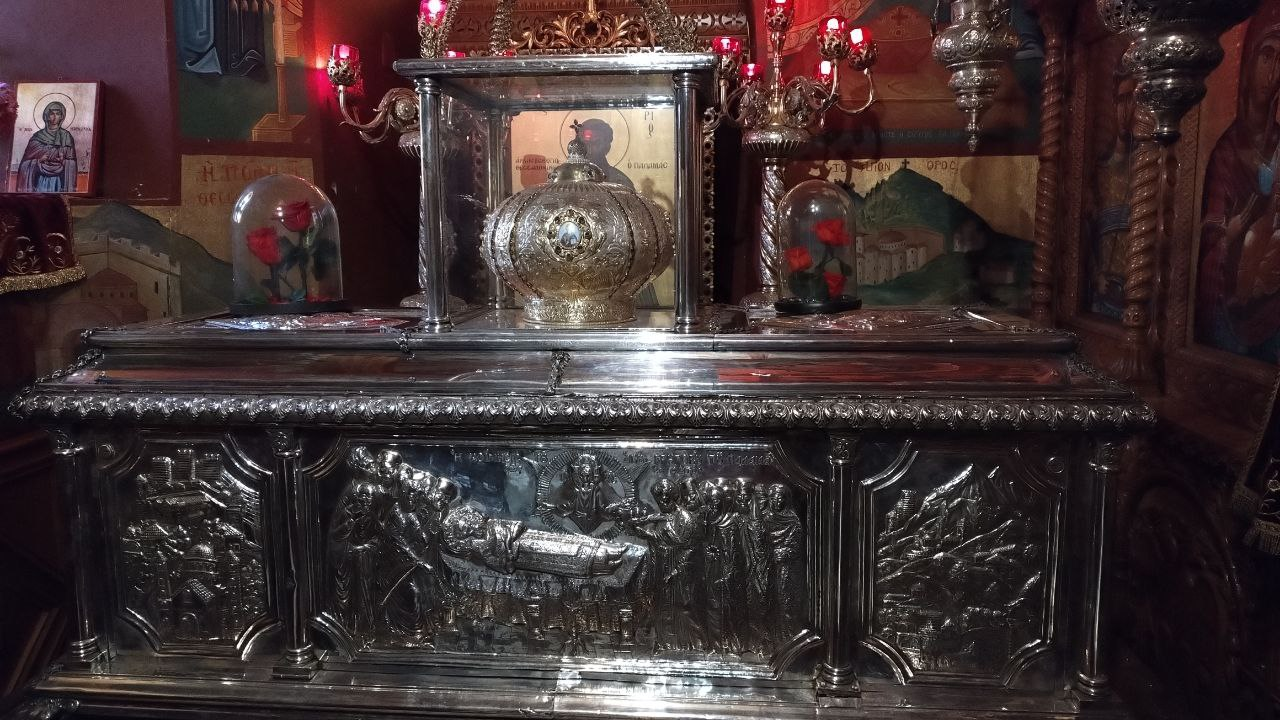
Рака с мощами святителя Григория. Храм Святого Григория в Салониках

Григо́рий Палама́ (греч. Γρηγόριος Παλαμᾶς, церк.-слав. Григо́рїй Пала́ма; 1296, Константинополь — 14 ноября 1359, Фессалоники) — архиепископ Фессалоникийский, христианский мистик, богослов и философ, систематизатор и создатель философского обоснования практики исихазма, отец и учитель Церкви.
Прославлен Православной церковью в лике святителей. Память совершается 14 (27) ноября, а также переходящая память во вторую Неделю (воскресенье) Великого поста.

## Биография
Получил образование в Константинополе.

## Паламитские споры

### Полемика с Варлаамом
Афонские иноки были крайне взволнованы нападками Варлаама и обратились к одному из выдающихся византийских подвижников и учёных — Григорию Паламе с просьбой поговорить с Варлаамом и убедить его прекратить словесные и письменные на них нападки и не оскорблять святых мужей, почитающих божественный огонь.
Можно выделить несколько тезисов, которые вызывали постепенное расхождение святителя Григория и Варлаама:
(1) Тезис Варлаама: Знание едино. Нельзя делить знание на Божественное и человеческое, как здоровье, подаваемое Богом и врачом, делить нельзя. Философия так же необходима для христиан, как Писание.
Возражение Паламы: врачи не могут воскрешать мёртвых, а Бог может. Внешнее знание совершенно отлично от истинного и духовного знания, невозможно «от [внешнего знания] научиться чему-либо верному о Боге». При этом между внешним и духовным знанием существует не только отличие, но и противоречие: «оно настроено враждебно по отношению к истинному и духовному знанию». Когда мудрость мира служит Божественной мудрости, они составляют единое древо, первая мудрость приносит листья, вторая плоды. Мудрость Божия начинается с блага за счёт чистоты жизни, а также с истинного ведения сущих, которое происходит не от научения, а от чистоты. «Если ты без чистоты, хоть бы и изучил от Адама до кончины мира всю природную философию, ты будешь глупцом, а то и хуже, а не мудрецом».
(2) Тезис Варлаама: познать Бога невозможно. Возможно лишь символическое видение Бога. В этой жизни видеть Бога невозможно, но только после смерти.
Возражение Паламы: возможно некоторое знание, когда человек обладает предпосылками знания Бога, Который становится доступным через Свои энергии. Бог является одновременно постижимым и непостижимым, знаемым и незнаемым. Далее Палама приводит рассуждения Дионисия Ареопагита о катафатическом и апофатическом богословии: «…всякого доказательства лучшее и словно некое не требующее доказательств начало священного доказательства есть вера». П. Христу писал, что, по учению Паламы, «апофатическое богословие — это сверхъестественные действия веры». Апостол Павел, восхи́щенный до третьего неба, просветился не мыслями и умом, но получил озарение «силы благого Духа по ипостаси в душе». Озарение, происходящее в чистой душе, не является познанием, поскольку превосходит смысл и познание. «Главное добро» посылается свыше. Это — «залог будущего века, неведение превышающее знание, тайное тайному причастие и невыразимое видение, таинственное и неизреченное созерцание и познание вечного света». Мудрость пророков и апостолов не приобретается научением, но преподаётся Духом Святым, является даром благодати, а не природным дарованием.
Однако Палама соглашается, что Бог непостижим по сущности.
(3) В отличие от Варлаама для Григория Паламы созерцание выше всего, включая апофатическое богословие. Одно дело говорить или молчать о Боге, другое жить, видеть и обладать Богом. Апофатическое богословие не перестаёт быть «логосом», а «созерцание выше логоса». Варлаам говорил о видении катафатическом и апофатическом, а Палама — о ви́дении выше ви́дения, связанном с вышеестественным, с силой ума как действием Святого Духа.
В ви́дении выше ви́дения участвуют умные очи, а не помысл, между которыми проходит непреодолимая пропасть. Обладание подлинным созерцанием Палама сравнивает с обладанием золотом: одно дело думать о нём, другое иметь в своих руках. «Богословствование столь же уступает этому ви́дению Бога в свете и столь же далеко от общения с Богом, как знание от обладания. Говорить о Боге и встретиться с Богом не одно и то же».
Палама написал в период с 1338 по 1341 года девять слов против Варлаама, разделив их на три триады. Варлаам ответил своему литературному противнику сочинением «Κατα ̀ μασαλιανω̃ν» («Против мессалиан»). В спор вмешались и другие лица: Палама нашёл себе сочувствие у Вселенского Патриарха Филофея Коккина, царицы Анны и её сына Иоанна Палеолога, у царедворца, а позднее императора, Иоанна Кантакузина и, конечно, в среде византийских, особенно «афонских безмолвников», а после победы над Варлаамом против Паламы выступили богослов и философ Григорий Акиндин и историк Никифор Григора. Таким образом, составились две партии — паламитов и их противников, которых стали называть варлаамитами — и спор разгорелся с большой силой. Партия варлаамитов не была монолитной; ни Акиндин, ни Григора не были против исихазма (причём Григора считал, что его точки зрения полностью придерживаются русские исихасты и Русская церковь в целом, хотя никаких других, кроме сочинений самого Григоры, подтверждений этому нет), а Акиндин первоначально поддерживал Паламу.
В итоге вопрос был сформулирован так: является ли свет Господня Преображения на Фаворе Полнотой Божества или же есть свет особый просвещающий, но сотворённый. Учения варлаамитов, как еретические, вызвали осуждение Церкви. По поводу их созывались соборы в 1341, 1347, 1351 и 1368 годах. На этих соборах учение Паламы и его сторонников было признано согласным с учением Церкви, а варлаамиты анафемствованы.

### Полемика с Акиндином и Григорой
Палама и афонские монахи отстаивали то мнение, что воссиявший на Фаворе свет, по учению отцов Церкви и по исихастской практике, не есть самое существо Божие, но и не является сотворённым: это есть проявление Божественной сущности, то есть естественное свойство и энергия (φυσικὴ χάρις καί ἐνέργεια) Божества. Варлаам выдвинул такое возражение: если осияние учеников на Фаворе было действием сообщения им Бога, то надо заключить, что этот свет тождествен с существом Божиим и что существо Божие может сообщаться человеку и доступно человеческим чувствам.
Не существо, — отвечал Палама, — а энергия Божественная, благодать и слава, уделяемая от существа Божия святым. Притом энергия Божественная нераздельна от существа Божия, как неразделен Сын от Отца или Дух Святый, или как неотделим луч от солнца и теплота от огня; значит, в таком учении нет мысли о двоебожии. И подобно тому, как существо солнца, то есть диск его как неделимый выше лучей и сияния, посылаемого человеческим глазом, точно так же, согласно учению церкви, и божественное существо как неделимое и невидимое выше посылаемых им сияний, энергий и благости, которую сообщает святым Пресвятая Троица.
Аскетическая традиция исихазма до того момента сохранялась в качестве практики и передавалась личностно от старцев послушникам. Учение о Фаворском свете, будучи опытно засвидетельствованным подвижниками, не имело до тех пор богословского оформления. Варлаам, рассуждая с помощью выверенной системы апофатического богословия, поставил вопросы, получение ответов на которые требует такой же рациональной дискурсивной практики.
Так была сформулирована важная сотериологическая проблема: что является условием спасения человека, для чего пришёл Христос. Изречение Иринея Лионского «Бог… стал сыном человеческим для того, чтобы человек сделался Сыном Божиим» Палама выразил посредством учения о Нетварных энергиях, говоря об обожении человека в терминах православного богословия.
На этом этапе противниками Паламы выступили Григорий Акиндин и Никифор Григора, которые в отличие от Варлаама не критиковали психосоматического метода молитвы исихастов. Спор принял богословский характер и касался вопроса Божественных энергий, благодати, нетварного света. Будучи явно высказано в полемике с Варлаамом, мнение свт. Григория Паламы вызвало ожесточённую полемику, так что в мае-июне и в июле 1351 г. были созваны два собора, которые осудили его противника Никифора Григору и провозгласили Паламу «защитником благочестия». На первом из этих соборов было утверждено учение о единстве Божества и различии между сущностью и нетварными энергиями. На втором соборе было принято шесть догматических определений с соответствующими шестью анафемами, которые сразу же после собора были включены в Синодик Православия. Помимо утверждения вышеуказанного различия между сущностью и энергией здесь была провозглашена непричаствуемость Божественной сущности и возможность приобщения Божественным энергиям, которые нетварны.
Выработанные в ходе этого этапа полемики тезисы можно кратко изложить так:
- Сущность непознаваема вообще (святитель Василий Великий «сущность муравья и сущность Бога одинаково непознаваемы») — этот тезис разделяли и Варлаам и Палама.
- Божественная сущность есть Бог, но Бог пресуществен, Его сущность непознаваема даже как категория сущности (в отличие от схоластики, где сущность Бога является таким же категориальным понятием как и остальные сущности, только с трансцендентными характеристиками).
- Всякая сущность познаётся в своём проявлении, в своих энергиях. Энергии есть свойства, движения естества, проявленные вовне.
- Бог причастен твари в Своих энергиях, но не в сущности. Сам мир создан именно творческой волей, то есть он сотворён этими энергиями.

Разработанное учение святителя не было чем-то новым в Церкви, следы исихастской практики можно обнаружить ещё у первых отцов-аскетов, в частности Макария Великого. Догматически же учение является разработкой учения святителя Григория Нисского (о причастии божественного естества в частичных дарах), святителя Василия Великого (в различии сущности и свойств), псевдо-Дионисия Ареопагита (о непричаствуемой сущности и божественных исхождениях), преподобного Максима Исповедника (о непричастности твари божественной сущности, но причастии энергии Бога, о различии сущности и энергии) и преподобного Иоанна Дамаскина (о различии сущности и свойств/энергий).
- Человеческое естество и Божие не взаимопересекаемы. Если во Христе они были соединены через Божественную ипостась Слова — личность Христа, то человеческая личность является тварной. Однако, причащаясь Телу Христову и направляя всё своё естество к Богу, энергии человека становятся «сонаправлены» энергиям Бога также, как во Христе. Совместное действие (энергия) Божественной воли и человеческой воли в деле спасения получило в богословии Паламы греческий термин синергия.
- Таким образом, человек становится соучастником всей Полноты Божественной жизни в её нетварных проявлениях через действие в нём Благодати как Самого Бога.
- Важный факт, что человек участвует не только ментально или душевно, но всей полнотой своего естества, особенно физической, что и вызывало особое недоумение Варлаама. Причастие Божественной жизни проявляется озарением как умственных, так и физических очей Нетварным светом, необходимым условием чего является пребывание в молчании — исихии. (Ср. случай, когда св. Серафим Саровский показывал Мотовилову этот Свет, взяв его за руку.) Так как тело также участвует в Божественной жизни, то для него также необходимы определённые практики, разработанные в течение веков исихастами.
- В итоге человек по милости Божьей всей полнотой своего существа посредством нетварных энергий усвояет Бога и усвояется Богом. Так выполняется вторая часть сентенции «чтобы человек стал богом», богом не по существу, но по благодати.

## Прославление членов семьи
20 декабря 2009 года Элладской Православной Церковью канонизированы все члены семьи святителя: родители — Констанций и Каллонис, две сестры — Епихарис и Феодота и двое братьев — Феодосий и Макарий.

## Обзор сочинений Григория Паламы
«Слово на житие Петра Афонского», написано около 1334 года.
«Два слова против латинян» (1335 г. или 1355 г.), обсуждается вопрос об исхождении Святого Духа. По учению Паламы, Дух ипостасно исходит от Отца, но можно говорить, что он исходит от Самого Себя, Отца и Сына по причине общности энергии, благодати Святого Духа.
«Триады в защиту священнобезмолвствующих», написано против Варлаама. Делится на три триады, каждая из них подразделяется на три трактата. Первая триада, написанная весной 1338 г. в Фессалониках, посвящена вопросу о познании Бога. Выступая против только что сформулированной тогда позиции Варлаама, Палама настаивает на том, что путь познания Бога не является внешней философией, но откровением во Христе. Христос обновил всего человека, поэтому весь человек, душой и телом, может и должен участвовать в молитве. Человек, начиная с настоящей жизни, приобщается благодати Божией и вкушает в качестве залога дар обожения, которого он вкусит в полноте в будущем веке.
Во второй триаде (составлена весной-летом 1339 г.) он подвергает резкой критике утверждение Варлаама, что знание философии может принести человеку спасение. Человек не вступает в общение с Богом при помощи тварных средств, но только по Божественной благодати и через участие в жизни Христа.
В третьей триаде (написана весной-летом 1340 г.) он занимается вопросом об обо́жении и о Фаворском свете как о нетварной Божественной энергии. Человек не приобщается сущности Божией, иначе мы пришли бы к пантеизму, но приобщается природной энергии и благодати Божией. Здесь свт. Григорий систематически исследует основополагающее для его учения различие между сущностью и энергией. Те же вопросы рассматриваются в пяти посланиях: трёх к Акиндину и двух к Варлааму, написанных в начале спора.
В вероучительных сочинениях («Святогорском томосе», весна-лето 1340 г.; «Исповедании веры» и пр.), и в сочинениях, непосредственно относящихся к спору («О божественном единении и различении», лето 1341 г.; «О божественной и обоживающей причастности», зима 1341—1342 г.; «Диалог православного Феофана с Феотимом», осень 1342 г. и пр.) — а также в 14 посланиях, адресованных монашествующим, священникам и мирянам продолжают обсуждаться спорные вопросы между Паламой, с одной стороны, и Варлаамом и Акиндином, с другой.
Семь «Антирритиков против Акиндина» (1342-не ранее весны 1345 г.) были написаны с тем, чтобы опровергнуть соответствующие антирритики против Паламы, составленные Григорием Акиндином. В них говорится о последствиях не различения между сущностью и энергией в Боге. Благодать Божия, говорит Палама, является святым как нетварный свет, подобный тому, который видели апостолы во время Преображения Христа. Этот нетварный свет и вообще все энергии Божии являются общим выражением единой сущности Отца и Сына и Святого Духа.
В «150 богословских, нравственных и практических главах» (1349—1350 года) Григорий Палама излагает, пользуясь обычным для всех аскетических писателей Востока методом, основные темы своего учения в кратких главах.
«Против Григоры» Палама написал 4 опровержительных слова (1 и 2 — в 1355, 1356; 3 и 4 — в 1356—1357). Григора принимал богословские тезисы Варлаама, утверждая, что благодать Божия и особенно свет Преображения был тварным. Палама опровергает аргументы Григоры и утверждает, что свет Преображения не был ни тварью, ни тварным символом, но блеском божественной сущности и подтверждением действительного общения между Богом и человеком. Также в них Палама заявляет о нетождественности Божественных энергий и Божественных имён, признавая первые нетварными, а вторые тварными.(Григора был введён в заблуждение невнимательным прочтением первой триады, где говорилось о том, что Божественные имена — это имена Божественных энергий).
Сочинение «К Ксении о страстях и добродетелях» (1345—1346 г.) адресовано монахине, занимавшейся воспитанием дочерей императора Андроника III. Это обширный аскетический трактат, посвящённый борьбе со страстями и стяжанию христианских добродетелей.
Во время архипастырства в Фессалониках с амвона кафедрального храма святитель Григорий Палама произнёс большую часть своих 63 омилий, подтверждающих его глубокую духовность, богословские дарования и преданность Церкви. Хотя омилии посвящены по преимуществу аскетико-нравственной и социально-патриотической тематике, в них находится место и для умозрений о нетварном Фаворском свете (в омилиях 34, 35 «На Преображение Господне»). Палама предпочитает говорить высоким стилем с тем, чтобы «лучше возводить распростёртых на земле, нежели низводить из-за них пребывающих на высоте».
Из текстов, относящихся ко времени его пленения у турок, наиболее ценно «Письмо к своей [Фессалоникийской] Церкви», которое помимо различных исторических сведений описывает некоторые из его собеседований и описан ряд эпизодов, где фигурируют турки.
Помимо вышеуказанных, сохранилось немало сочинений меньшего размера, опровержительного, полемического, аскетического и богословского содержания, и четыре молитвы. Палама также был хорошим гимнографом.

## Переводчики трудов Григория Паламы на русский язык
На русский язык произведения Григория Паламы переводили:
- Бибихин, Владимир Вениаминович
- архимандрит Киприан (Керн)
- Сидоров, Алексей Иванович
- Нектарий (Яшунский)

## Сочинения
- Омилии
- Триады в защиту священно-безмолвствующих (1338—1340)
- Святогорский томос (1340)
- О Божественном и обоживающем Причастии, или о Божественной и сверхъестественной простоте (1341—1342)
- О исхождении Святого Духа
- (Аскетические писания) ко всечестной во инокинях Ксении, о страстях и добродетелях и о плодах умного делания
- Беседа 4. На Евангелие о Втором пришествии Христовом; и о милосердии и благодеянии
- О молитве и чистоте сердца, три главы
- О священно-безмолствующих
- Десятословие по Христианскому Законоположению
- Исповедание Православной веры
- Письмо своей Церкви
- Свт. Григорий Палама. Трактаты (Краснодар, 2007 пер. архимандрита Нектария (Яшунского)
- Антирретики против Анкиндина (Краснодар, 2010 пер. Р. В. Яшунский)
- Опровержения Анкиндина. Византийские исихастские тексты (издательство Московской патриархии РПЦ, Москва 2012)
- Творения Григория Паламы, архиепископа Фессалонитского. — 1808

### Патрология
- Иоанн Мейендорф. Жизнь и труды св. Григория Паламы: Введение в изучение. — 2-е изд., испр. и доп. для рус. пер. / пер. Г. Н. Начинкина, под ред. И. П. Медведева и В. М. Лурье. — СПб.: Византинороссика, 1997. — XVI + 480 с. (Subsidia Byzantinorossica, 2). — ISBN 5-7684-0436-8; ISSN 1818-555X (печатная версия); ISSN 18185576 (онлайн версия, в формате DJVu). Тот же самый перевод в формате html. Оригинальное название — Jean Meyendorff. Introduction à l'étude de Grégoire Palamas. — Paris: Éditions du Seuil, 1959.